# Флора Алжиру
Флора Алжиру (введені або місцеві рослини) налічує кілька тисяч ботанічних видів, що належать до сфери флори Північної Африки. Вона складається з частини Флори Середземномор'я і флори Африки. У частині Середземномор'я, біорізноманіття Алжиру помітно більше.

## Історична довідка
Перші відомі дослідження сходять до роботи Battandier et Trabut. Потім була робота Maire і роботи Quézel, Santa. Нарешті, є сучасні дослідження флори Véla et Benhouhou.

## Ботанічна довідка
Різноманітність флори Алжиру включає в себе прибережну, гірську й пустельну рослинність. У частині Середземномор'я, біорізноманіття Алжиру помітно більше. На півночі місцева флора включає в себе макі, оливкові дерева, дуби, кедри й інші хвойні дерева. У гірських районах містять великі ліси вічнозелених рослин (сосна алепська, ялівець, дуби) і деякі листяні дерева. Фікус, евкаліпт, агава, і різні пальмові рослини ростуть в тепліших областях. Виноград є корінним жителем узбережжя. У регіоні Сахари, є деякі оази пальм. Види Акацій з маслинами є переважаючими в флорі решти Сахари. Багато рослин живе в безпосередній близькості до цивілізації. Флора Алжиру включає в себе різні ендемічні види.

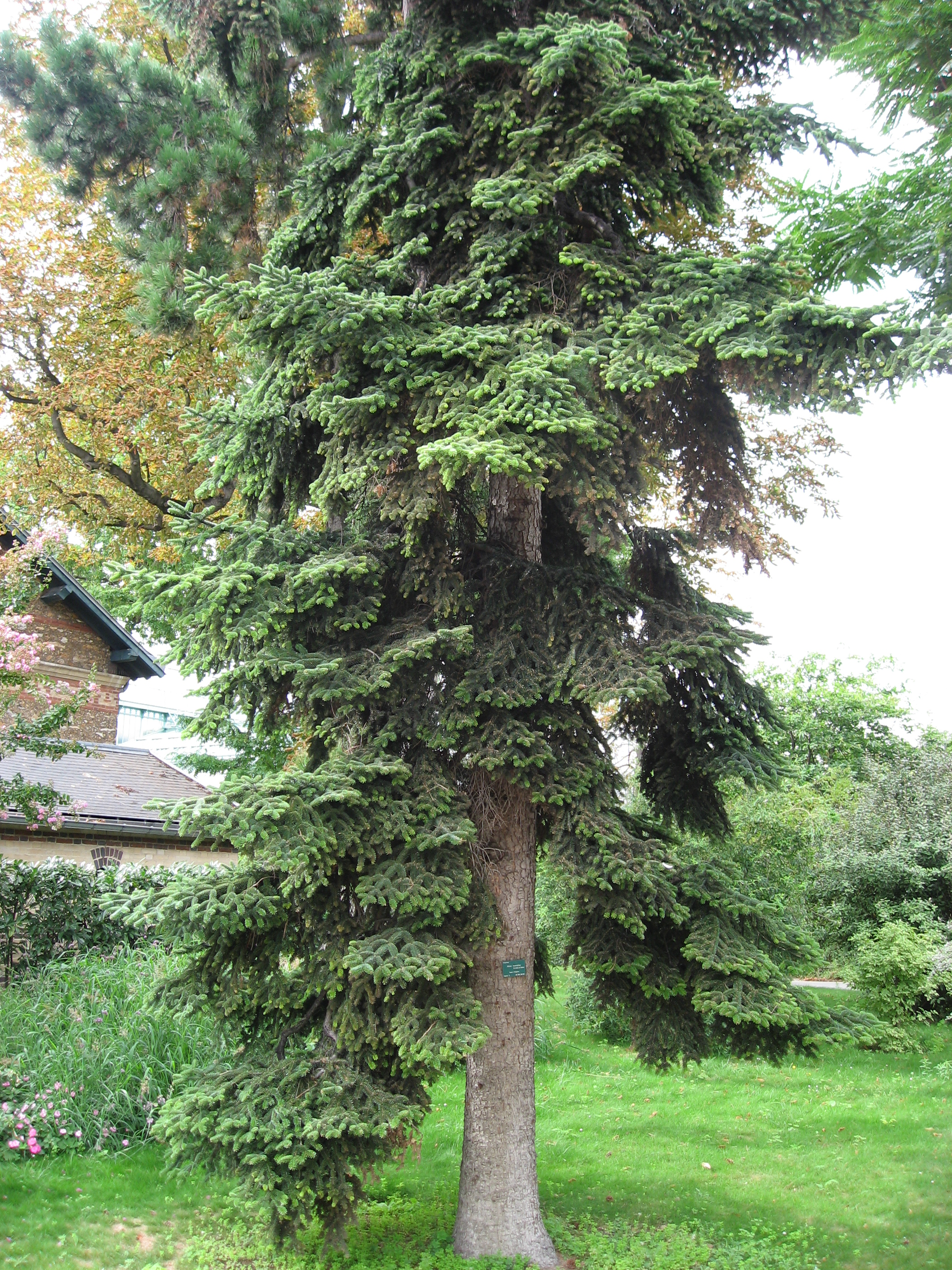
Abies numidica, ендемік Алжиру
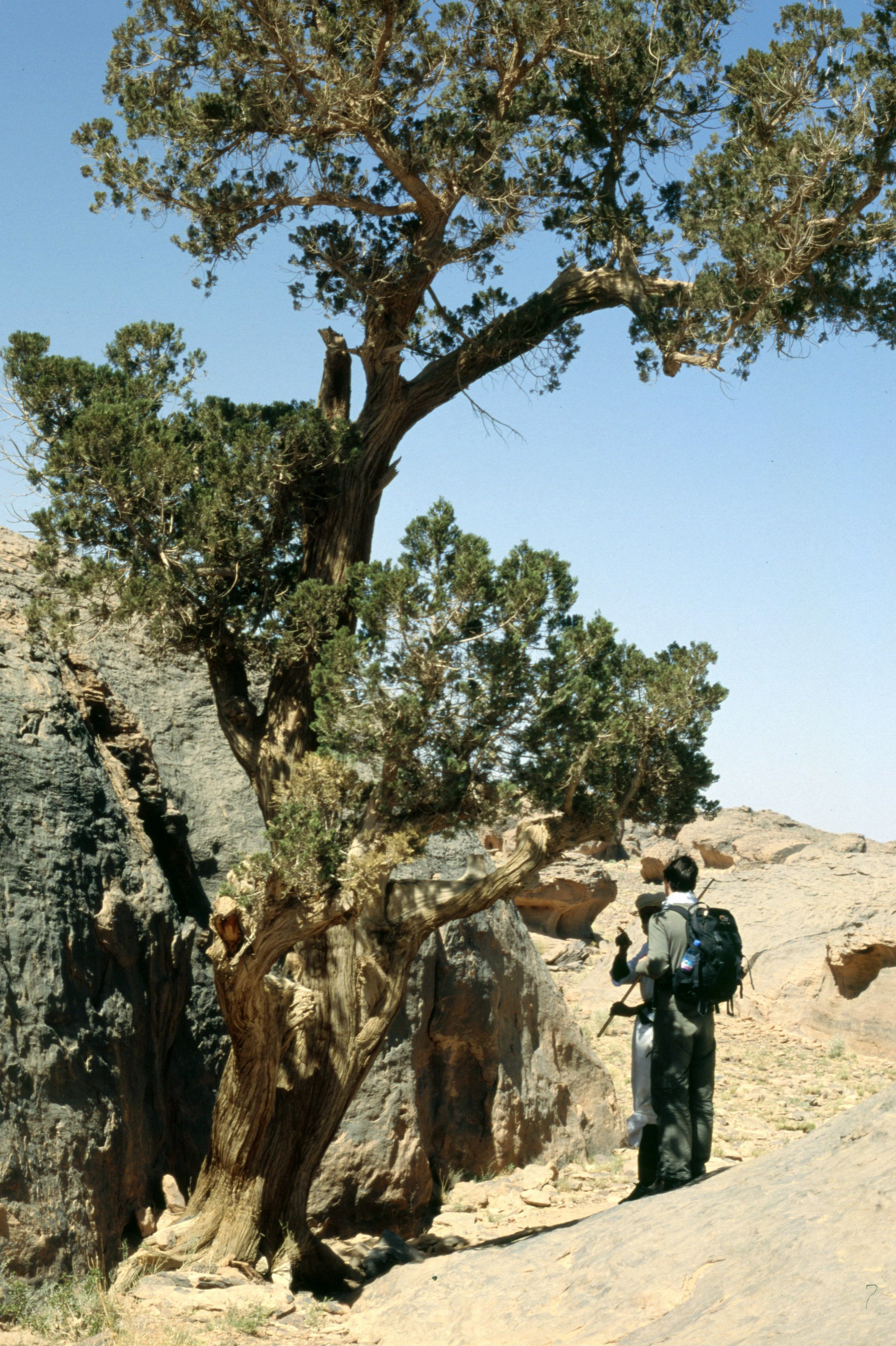
Cupressus dupreziana, ендемік Алжиру